# Tococa macrophysca
Tococa macrophysca là một loài thực vật có hoa trong họ Mua. Loài này được Spruce ex Triana miêu tả khoa học đầu tiên năm 1871.